# Pablo Simonetti
Pablo Javier Simonetti Borgheresi (Santiago, 7 de diciembre de 1961) es un escritor chileno, Ingeniero Civil de la Universidad Católica, Magíster en Ingeniería Industrial de la misma universidad y Master en Engineering-Economic Systems de la Universidad Stanford, en 1988. Es activista, además, en favor de los derechos de las minorías sexuales. Miembro del Taller Literario de Gonzalo Contreras, saltó a la fama en su país con el cuento Santa Lucía, que resultó ganador del Premio Revista Paula.

## Biografía
Hijo de Renato Simonetti Camaggi y Eliana Borgheresi Ramírez (fue paisajista y autora de tres libros de jardinería), nació en el seno de una familia de ascendencia italiana, siendo el menor de cinco hermanos.
Estudió en el Instituto de Humanidades Luis Campino; en 1984 se tituló de Ingeniero Civil en la Universidad Católica, en 1986 obtuvo un magíster en Ingeniería Industrial de la misma universidad y posteriormente en 1988 obtuvo un master en Engineering-Economic Systems de la Universidad Stanford.

## Carrera literaria
A partir de 1996, se consagra a la literatura y ya al año siguiente gana el concurso de cuentos de la revista Paula, con el que se ha convertido en el más conocido de sus relatos, Santa Lucía. 
En 1999 publica en Alfaguara su primer libro, Vidas vulnerables, una recopilación de cuentos que obtuvo la Mención Especial del Premio Municipal de Santiago y que incluye el premiado por Paula. Su primera novela, Madre que estás en los cielos, sale en Planeta en 2004 y se convierte en un éxito de ventas en Chile que ha sido traducido a varios idiomas. Después han aparecido las novelas La razón de los amantes (2007) y La barrera del pudor (2009), esta última en Norma. 
El 11 de abril de 2011 debutó como presentador de un microprograma de literatura en CNN Chile denominado Letras Privadas, en el que el entrevistado comentaba un libro de su elección. El programa salió hasta fin de año y en él Simonetti entrevistaba todas las semanas a tres personas: cada lunes, miércoles y viernes se emitía un nuevo capítulo de Letras Privadas.
A fines de 2011, Simonetti firmó contrato con Alfaguara para publicar su nueva novela en 2012, sello que reeditará también sus tres anteriores. Al respecto, Simonetti explicó: "Luego del término con Norma, empecé una negociación con las grandes editoriales, Random House, Planeta y Alfaguara, y ahí salió este reencuentro, que me da mucho gusto. Siento que Alfaguara lo está haciendo muy bien en Chile, en el resto de Latinoamérica y en España. El compromiso es publicar todos mis libros en estos lugares".

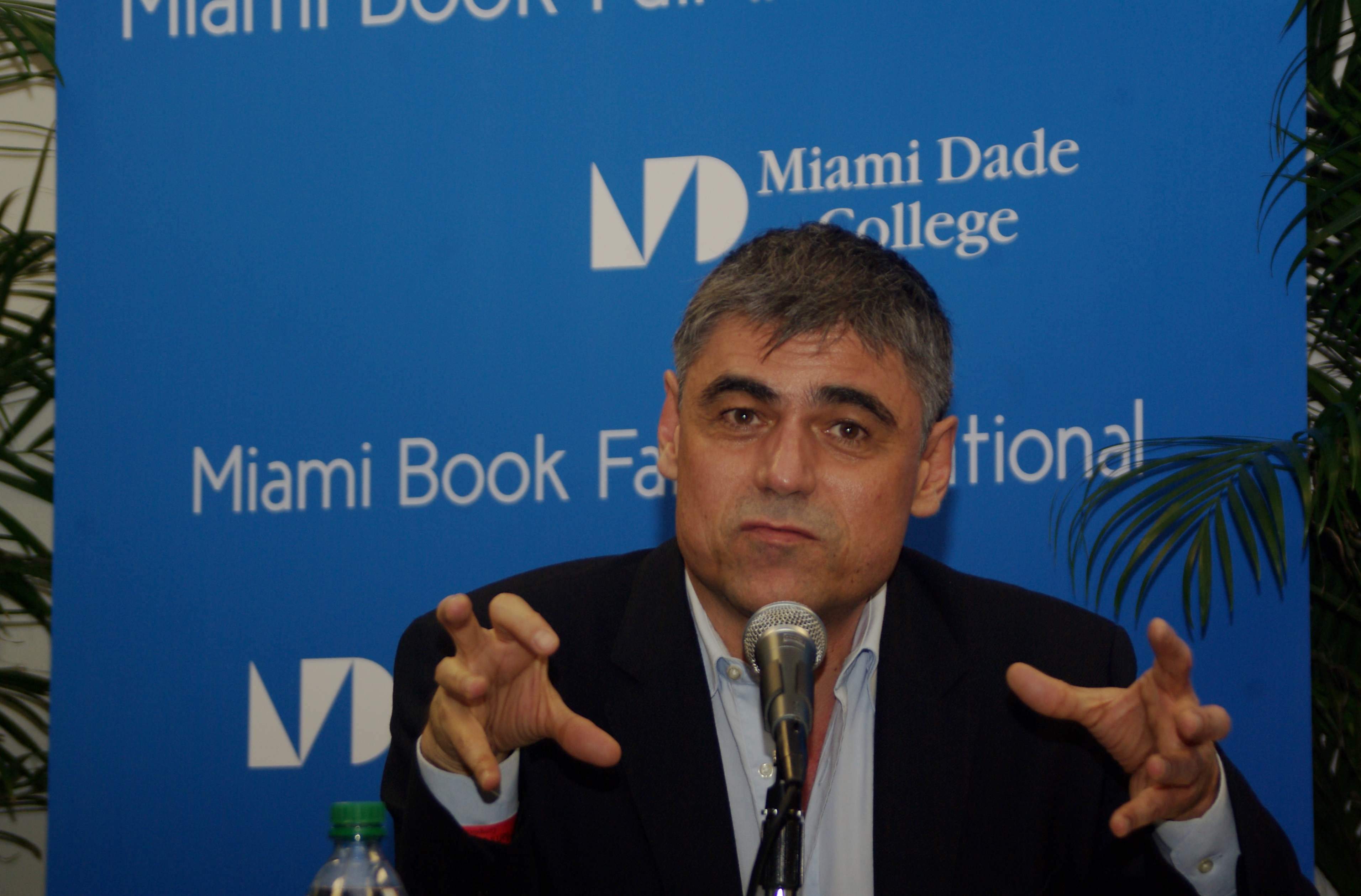
Simonetti en la Feria Internacional del Libro de Miami, 2014

En 2016 Emilia Noguera adaptó al teatro la novela breve de Simonetti Jardín, la obra que fue estrenada en 2016 en el Teatro de la Universidad Católica bajo la dirección de Héctor Noguera.
Sus obras han sido traducidas a varios idiomas. Colabora en los medios de prensa más importantes del país, entre ellos los diarios El Mercurio y La Tercera, con artículos sobre los más diversos temas y participa en programas culturales de radio y televisión. 
Entre sus actividades académicas, ofrece un taller avanzado de narrativa y dicta charlas en diversas universidades, bibliotecas, seminarios y ferias del libro, tanto en Chile como en el extranjero. Ha sido miembro del jurado de diversos concursos literarios.

## Vida privada y activismo

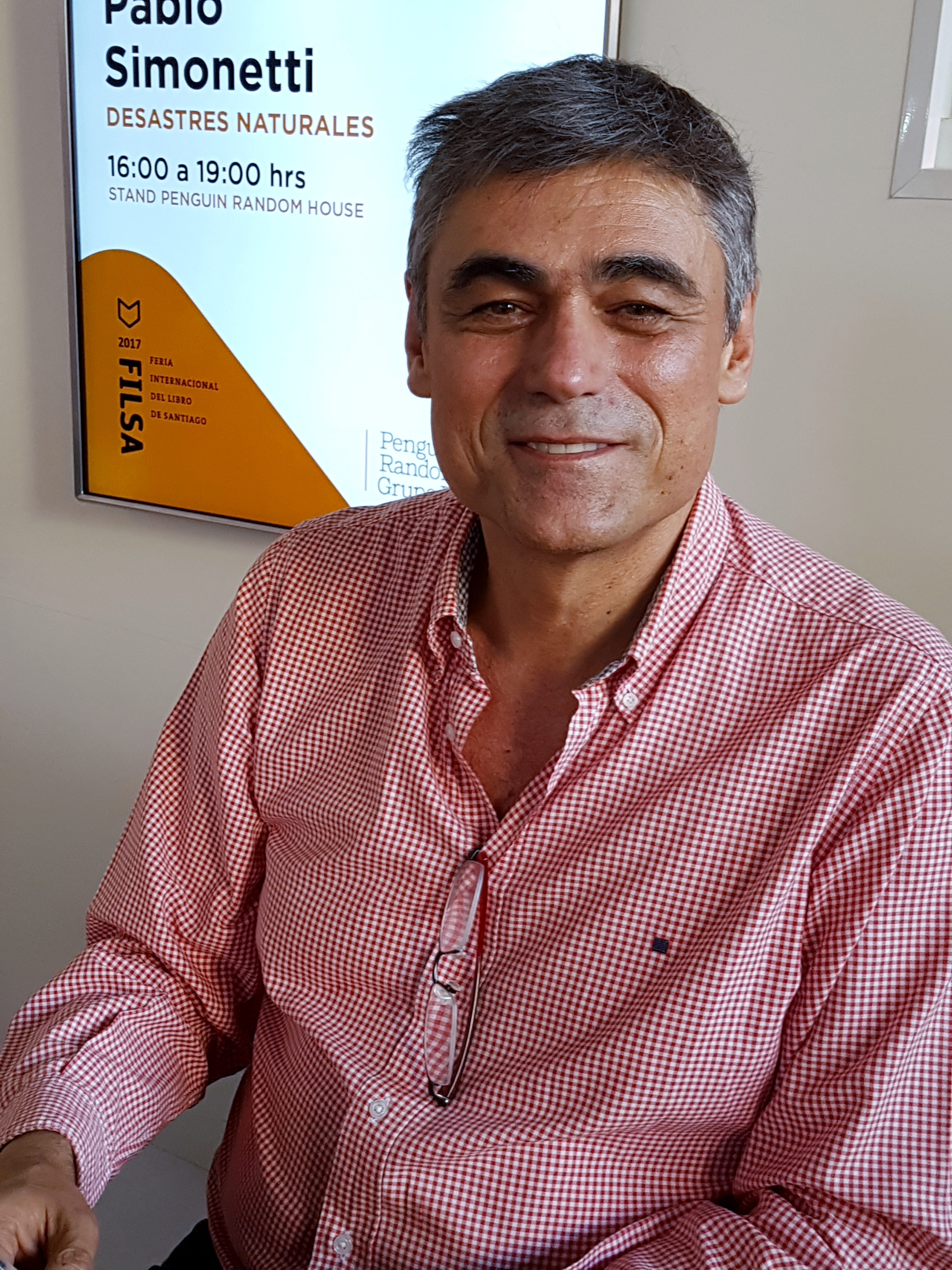
Simonetti en la FILSA 2017

Ha confirmado su homosexualidad ante los medios y en su sitio oficial tiene una sección sobre derechos sexuales. En medio de la discusión para la extensión de derechos a parejas homosexuales, Simonetti se presentó ante la Comisión de Constitución del Senado de Chile defendiendo el derecho al matrimonio entre personas del mismo sexo.
Es uno de los que instituyeron la Fundación Iguales, que busca "la plena igualdad de derechos de la diversidad sexual" y, como uno de sus voceros, ha participado en los debates del proyecto de ley de Acuerdo de Vida en Pareja (posterior Acuerdo de Unión Civil). "Nuestra finalidad es trabajar por la igual dignidad de todas las personas en Chile y el reconocimiento legal del amor", dice Simonetti.
En una entrevista a la revista Caras, Simonetti reveló en octubre de 2014 que su pareja era, desde cuatro años atrás, el artista José Pedro Godoy. Se casaron (unión de acuerdo civil) el 9 de enero de 2016 en el Castillo del Parque Forestal. Godoy ha ilustrado la nouvelle Jardín y Desastres naturales.

## Obras
| Año  | Título                        | Editorial | ISBN | Otros |
| ---- | ----------------------------- | --------- | ---- | --- |
| 1999 | Vidas vulnerables             | Alfaguara |      | Cuentos. En 2005, publicó una versión corregida y aumentada. Contiene 12 relatos: Santa Lucía; Los jardines del Bóboli; Bodas de oro; Final de finales; El baile; Desde el silencio; Amor virtual; Impar; Sin compasión; Nevada; Peter Faraday; y El collar de corales |
| 2004 | Madre que estás en los cielos | Planeta   |      | Novela |
| 2007 | La razón de los amantes       | Planeta   |      | Novela |
| 2009 | La barrera del pudor          | Norma     |      | Novela |
| 2013 | La soberbia juventud          | Alfaguara |      | Novela |
| 2014 | Jardín                        | Alfaguara |      | Novela, con ilustraciones del pintor José Pedro Godoy |
| 2017 | Desastres naturales           | Alfaguara |      | Novela, con ilustraciones de Godoy |
| 2021 | Los hombres que no fui        | Alfaguara |      | Novela |